# Jimbaran Wetan
Jimbaran Wetan is een bestuurslaag in het regentschap Sidoarjo van de provincie Oost-Java, Indonesië. Jimbaran Wetan telt 1480 inwoners (volkstelling 2010).